# Interférométrie d'intensité
L' interférométrie d'intensité, parfois également appelée interférométrie optique et interférométrie à post-détection, est une technique d'observation spatiale lointaine, utilisant la datation (à la femtoseconde près) des photons d'une image d'un télescope.

## Historique

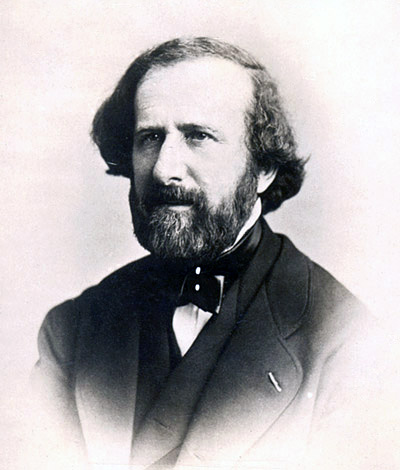
Hippolyte Fizeau

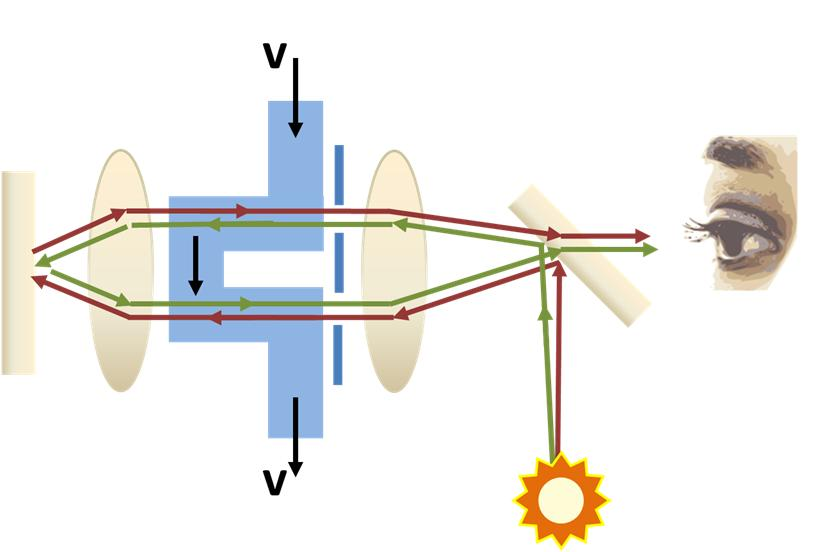
Schéma d'un interféromètre de Fizeau, utilisé pour étudier l'effet d'un corps en mouvement sur la vitesse de la lumière

Dès 1851, le physicien et astronome français Hippolyte Fizeau suggère que l’on pourrait mesurer, par interférométrie optique, le diamètre apparent des étoiles en découpant, avec deux diaphragmes placés devant l’objectif d’une lunette ou d’un télescope, deux parties de la lumière reçue de l’étoile et en faisant interférer ces deux faisceaux. Il est ainsi la toute première source publiée qui puisse être historiquement rapprochée de l'interférométrie d'intensité telle que décrite actuellement. James Lequeux décrit l'expérience de Fizeau ainsi: 
« Les deux faisceaux issus d’une source ponctuelle à l’infini et ayant passé par les deux trous d’un diaphragme placé devant l’objectif d’une lunette ou d’un télescope forment des franges au foyer. Mais si la source est étendue, chaque point de la source donne son propre système de franges décalées les unes par rapport aux autres, si bien que ces franges s’annihilent partiellement voire totalement. Si la source est un rectangle uniforme, il est facile de comprendre que l’on ne voit plus de franges lorsque la largeur angulaire de ce rectangle est égal à l’interfrange λ/d, où λ est la longueur d’onde d’observation et d l’écartement entre les trous du diaphragme. Mais les étoiles sont plutôt des disques uniformes, et on peut montrer les franges disparaissent alors lorsque le diamètre apparent de l’étoile visée atteint 1,22 λ/d. »
Cette idée sera étudiée et reprise de nombreuses fois durant le XIXe siècle.
Dans les années 1870, sur la même ligne que Fizeau, Édouard Stephan publie un premier ouvrage sur le sujet et émet l'hypothèse qu'une étoile peut être localisée plus précisément en utilisant un type d'interférométrie se rapportant à l'interférométrie d'intensité,. En effet, il cherche alors à mesurer le diamètre d'une étoile en utilisant deux lignes de données obtenues par deux trous espacés de 65 centimètres sur le télescope de Foucault (80cm) de l'observatoire de Marseille.
La technique est utilisée avec succès par Albert A. Michelson en 1891, aux États-Unis. Michelson travaille sur le même problème que Fizeau; en 1890 et 1891, il publie deux articles où il explique que l’on peut mesurer avec précision le diamètre apparent des astres en plaçant deux fentes devant l’objectif d’une lunette et en examinant les franges d’interférence ainsi produites. C’est la même idée que celle de Fizeau mais il ne le cite nulle part, ni d’ailleurs Stephan. Fait surprenant, car Michelson connait les travaux de Fizeau et a une grande admiration pour le physicien français dont il a reproduit l’expérience très difficile sur la vitesse de la lumière dans l’eau en mouvement. 
Puis Maurice Hamy reprend cette méthode en 1898 pour mesurer le diamètre apparent des satellites de Jupiter. En 1895, Karl Schwarzschild l'utilise pour déterminer la séparation entre les composantes d’étoiles doubles. Ce n’est qu’en 1920 que Michelson et Francis G. Pease parviennent à mesurer ainsi le diamètre de Bételgeuse. La méthode reste en sommeil jusqu’à ce qu’elle soit remise d’actualité sous une forme différente en 1956 par Robert Hanbury Brown et Richard Q. Twiss.

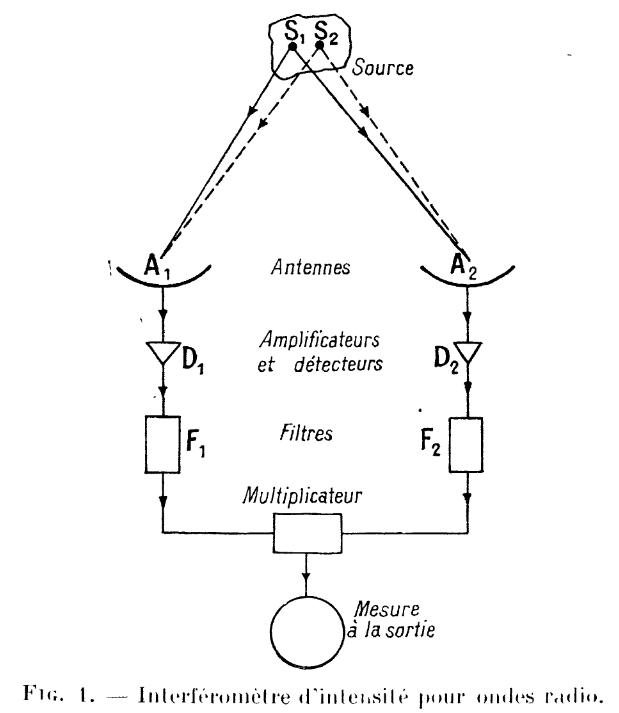
Schéma du principe d'« interférométrie à post-détection » théorisé par R. Hanbury Brown en 1959

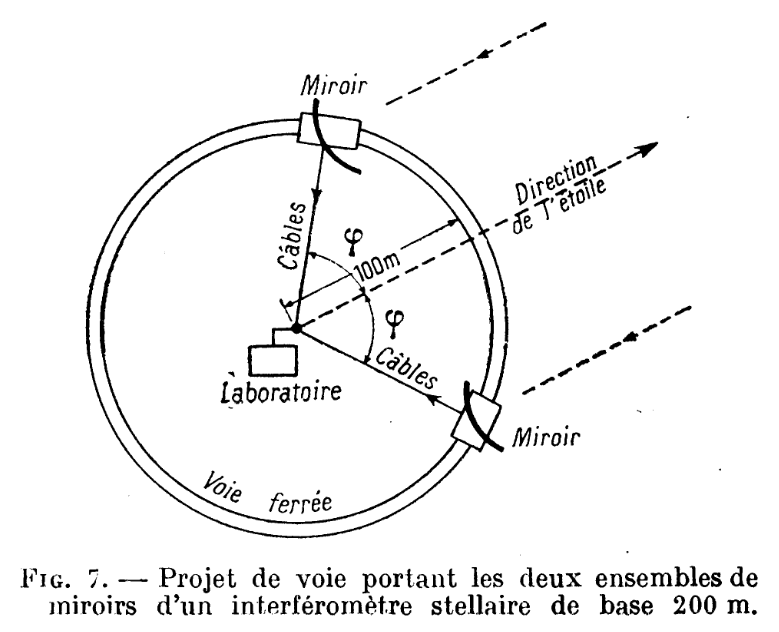
Dispositif circulaire d'interférométrie d'intensité, Brown (1959)

Le physicien britannique Robert Hanbury Brown, de l'Université de Manchester, publia en 1952 une approche de l'interférométrie d'intensité, en utilisant les ondes radio comme véhicule d'information,.
Il écrit alors: 

« Nous avons perfectionné la théorie de l’interféromètre d’intensité, et de son application à l’astronomie comme interféromètre stellaire, et nous avons fait quelques expériences pour contrôler cette théorie. Cette technique nous paraît apporter une contribution valable à la mesure du diamètre apparent des étoiles chaudes. Nous proposons, si les études préliminaires donnent un résultat favorable, la construction d’un interféromètre stellaire de base maximum 200 m, avec des miroirs assez grands pour permettre l’étude des étoiles supérieures à la magnitude + 3. »

L'interférométrie d'intensité souffrait alors d'un manque de précision, et nécessitait une grande zone de collecte des données. Pour cette raison, l'interférométrie d'intensité n'a pas été développée davantage depuis le début des années 1970, jusque dans les années 2010 où la technologie des détecteurs de lumière et des corrélateurs numériques de signaux a fait un bond considérable. Des diodes à avalanche monophotonique (SPAD) sont maintenant disponibles, avec une sensibilité sans précédent, des temps-morts courts et une haute résolution temporelle. De plus, les convertisseurs numériques (« PMH ») qui peuvent traiter les impulsions électriques livrées par les SPADs avec des taux de comptage allant jusqu'à plusieurs Mcps (millions de comptes par seconde) et une résolution temporelle de quelques picosecondes sont maintenant également disponibles.
En 1975, Antoine Labeyrie publie de nouveaux résultats concernant la capture de données utilisant cette méthode.
En 2018, l'équipe de Robin Kaiser (laboratoire InPhyNi) et de Jean-Pierre Rivet, à l'observatoire de Calern-Observatoire de la Côte d'Azur (France), met à jour la technique d'interférométrie d'intensité optique en publiant plusieurs expériences expliquant comment cette technique peut être utilisée sur les plus grands télescopes,,,.
Plus de soixante ans après les premières expériences de corrélation d'intensité de Brown et Twiss, il y a un intérêt renouvelé pour les techniques d'interférométrie d'intensité pour les études à haute résolution angulaire des sources célestes. Ils proposent des améliorations de leurs expériences préliminaires d'interférométrie spatiale entre deux télescopes de 1 m (observatoire de Calern), et discutent de la possibilité d'exporter leur méthode vers de grands réseaux de télescopes existants.

## Principe et fonctionnement

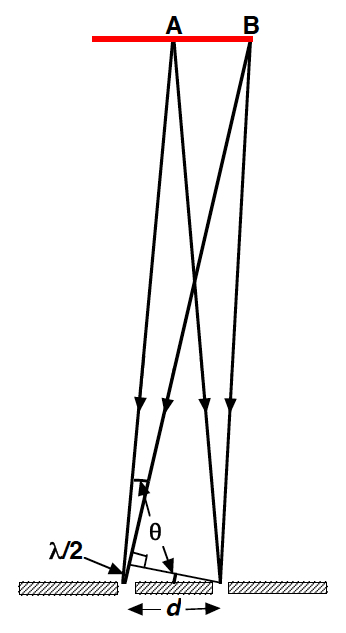
Schéma de la technique d'observation historique avec un diaphragme portant deux trous distants ("d") d'une source uniforme (en rouge)

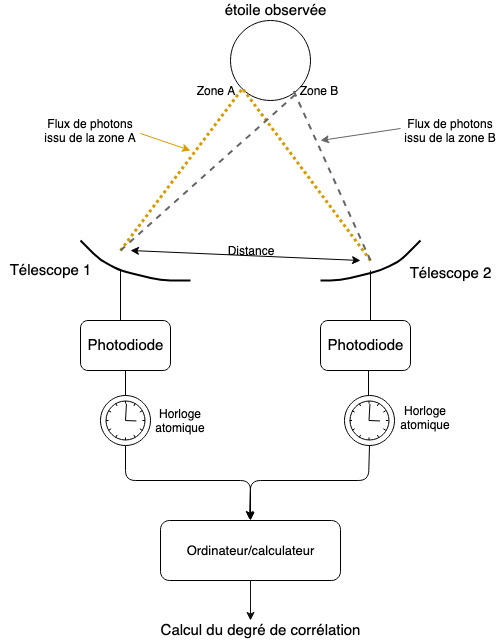
Schéma de captation des données en interférométrie d'intensité

Dans les expériences historiques du XIXe siècle, on observait, avec un télescope muni d’un diaphragme portant deux trous distants de d, une source uniforme (en rouge). Si la source avait un diamètre apparent très petit, les rayons provenant de ses différents points arriveraient pratiquement en phase sur les deux trous et on observerait des franges d’interférence (trous d'Young). Mais si le diamètre apparent est plus grand, il y a destruction partielle des interférences. La figure est dessinée dans le cas où la destruction est totale : les rayons provenant du milieu A de la source arrivent en phase sur les deux trous, mais ceux qui arrivent du bord B arrivent déphasés de λ/2 et détruisent les franges provenant de A. Ceci se produit pour tous les couples de points de la source séparés angulairement de θ = λ/2d, soit pour une largeur angulaire de la source de λ/d, condition pour qu’il n’y ait pas de franges.
À présent, la détection interférométrique se fait à partir de plusieurs lunettes télescopiques (au minimum 2), reliées chacune à un détecteur de photon (photodiode) et à une horloge de précision atomique, puis à un calculateur permettant de recouper le degré de corrélation entre la donnée de détection d'un photon et son temps atomique; ce qui permet de déterminer la provenance géographique d'un photon d'une étoile distante, par rapport à la situation sur terre des télescopes d'observation (cf. schéma de gauche).